# Mysłowice Wesoła
Mysłowice Wesoła – nieczynny przystanek kolejowy i mijanka w Katowicach, w województwie śląskim, w Polsce. Przez przystanek przechodzi częściowo rozebrana linia kolejowa biegnąca od posterunku odgałęźnego Mysłowice do posterunku odgałęźnego Mąkołowiec. Został otwarty w 1953 roku przez Polskie Koleje Państwowe, zamknięty został w 1993 roku i zlikwidowany w 1998 roku.